# Daniel Robin
 Daniel Santon Robin (ur. 31 maja 1943 w Bron, zm. 23 maja 2018 w Longueuil) – francuski zapaśnik. Dwukrotny medalista olimpijski z Meksyku.
Walczył w obu stylach, zarówno w klasycznym, jak i wolnym. Brał udział w dwóch igrzyskach olimpijskich IO 68, IO 72). Na igrzyskach w 1968 doszedł w wadze półśredniej do finałów w obu stylach, obie walki przegrał – w stylu wolnym pokonał go Turek Mahmut Atalay, w stylu klasycznym Niemiec Rudolf Vesper. Regularnie występował w obu stylach na imprezach rangi mistrzowskiej, największy nieolimpijski sukces odnosząc w 1967, kiedy to został mistrzem świata w stylu wolnym. W tym samym roku zdobył również dwa złote medale igrzysk śródziemnomorskich (wygrał w wadze do 78 kg w obu stylach), w 1971 zdobył złoto tej imprezy w stylu klasycznym i srebro w wolnym. W 1968 został mistrzem Europy w stylu wolnym.